# 김주헌 (축구 선수)
김주헌(한국 한자: 金湊軒, 1997년 4월 9일 ~ )은 대한민국의 축구 선수이며, 포지션은 수비수이다. 현재 K리그2의 전남 드래곤즈 소속으로 뛰고 있다.